# St. Laurentius (Dornach)

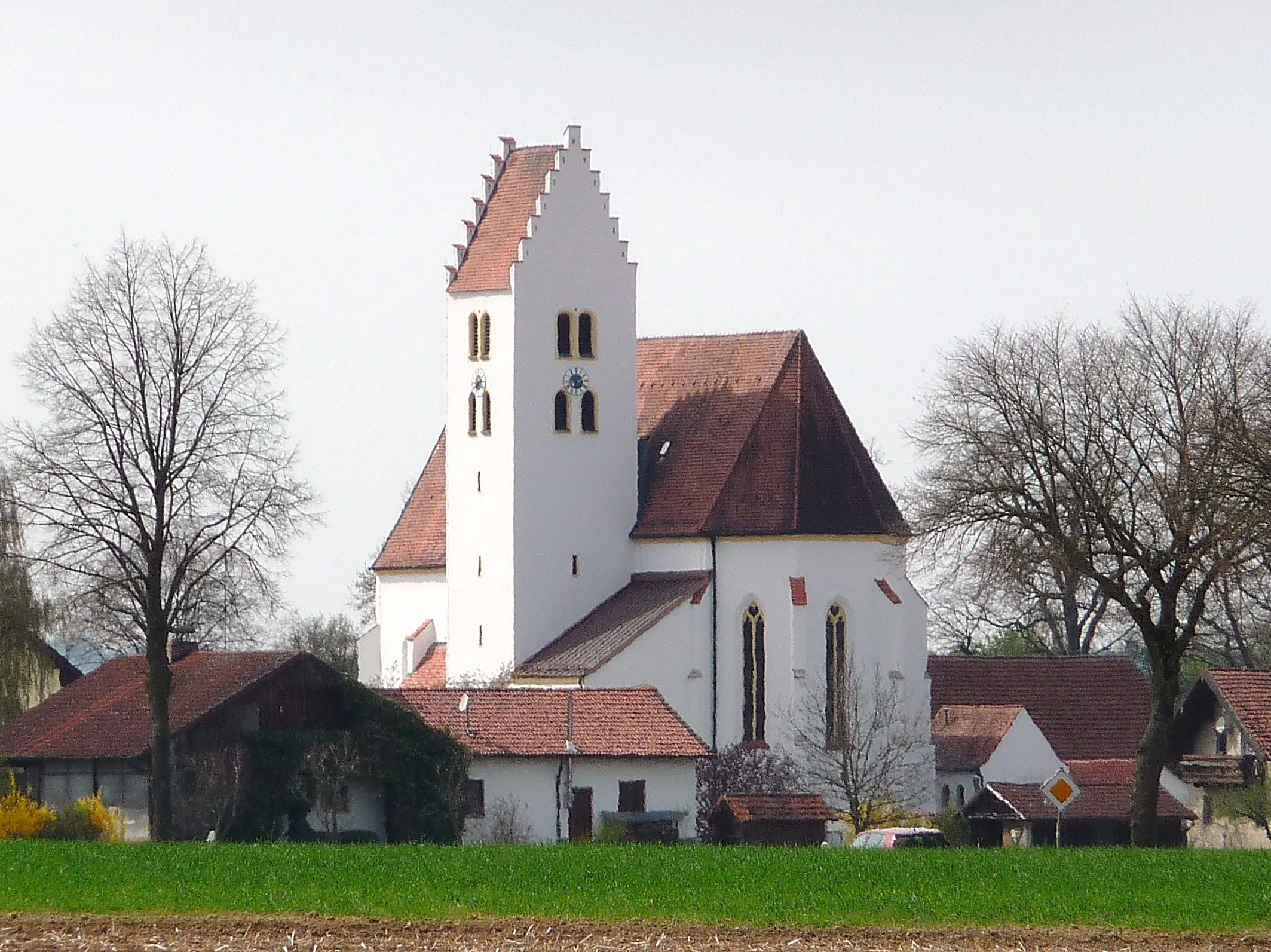
St. Laurentius in Dornach

Die römisch-katholische Pfarrkirche St. Laurentius steht in Dornach, einem Gemeindeteil des Marktes Eichendorf im niederbayerischen Landkreis Dingolfing-Landau. Sie ist in der Liste der Baudenkmäler in Eichendorf unter der Nummer D-2-79-113-25 eingetragen. Die Kirche gehört zum Dekanat Pfarrkirchen im Bistum Passau.

## Beschreibung
Die spätgotische Saalkirche wurde am Anfang des 16. Jahrhunderts erbaut. Sie besteht aus dem Langhaus zu vier Jochen, dem eingezogenen, dreiseitig geschlossenen Chor zu drei Jochen im Osten, die von Strebepfeilern gestützt werden, dem Chorflankenturm an der Südwand des Chors und der Sakristei in der Südostecke von Turm und Chor. Ein Vorbau an der Südwand des Langhauses führt zum Portal. Die unteren Geschosse des Turms stammen aus dem 13. Jahrhundert. Sein oberer, von einem Satteldach zwischen Staffelgiebeln bedeckter Teil enthält die Turmuhr und den Glockenstuhl mit vier Glocken.
Der 1680 aufgestellte Hochaltar wird von Ädikulä flankiert, in denen Figuren des heiligen Georg und des Florian von Lorch stehen.